# Giovanni Stefano Carbonelli
Giovanni Stefano Carboneu dit Carbonelli  (c. 1691 – 1772) né à Rome, est un violoniste et compositeur italien d'ascendance française.

## Biographie
Carbonelli, élève d’Arcangelo Corelli, s'installe à Londres circa 1719, à l'invitation de John Manners, duc de Rutland. Il devient premier violon de l’orchestre de l’opéra de Haendel au Théâtre Royal Haymarket et au Théâtre Royal de Drury Lane.
Carbonelli a laissé 12 sonates pour violon et 12 solos pour violon et basse, dans le style de Corelli. ; toutes œuvres dédiées au duc de Rutland, son bienfaiteur.
Après de nombreuses années consacrées à la musique, Carbonelli quitta la carrière artistique et devint négociant en vins français et allemands. Il se vit attribuer par mandat royal le titre de fournisseur de la cour. 
Il est mort à Londres en 1772.

## Discographie
- Sonates pour violon & basse continue (Sonate da camera nos 1, 6, 7, 10, 12) - Hélène Schmitt, violon ; Gaetano Nasillo, violoncelle ; Karl-Ernst Schroder, guitare baroque ; Andrea Marchiol, clavecin & orgue (septembre 2002, Alpha 046) (OCLC 971819702)
- Sonate da camera nos 1–6 - Bojan Čičić, violon, Ensemble The Illyria Consort : Susanne Heinrich, viole de gambe ; David Miller théorbe, archiluth, guitare baroque ; Steven Devine, clavecin, orgue (24-26 juin 2016, SACD Delphian Records DCD3494) (OCLC 999395310)